# Simulium xanthinum
Simulium xanthinum är en tvåvingeart som beskrevs av Edwards 1933. Simulium xanthinum ingår i släktet Simulium och familjen knott. Inga underarter finns listade i Catalogue of Life.